# Індіана (Пенсільванія)
Індіана (англ. Indiana) — місто (англ. borough) в США, в окрузі Індіана штату Пенсільванія. Населення — 14 044 особи (2020).

## Географія
Індіана розташована за координатами 40°37′19″ пн. ш. 79°9′20″ зх. д. / 40.62194° пн. ш. 79.15556° зх. д. (40.621953, -79.155514). За даними Бюро перепису населення США в 2010 році місто мало площу 4,57 км², з яких 4,56 км² — суходіл та 0,01 км² — водойми.

## Демографія
Згідно з переписом 2010 року, у селищі мешкало 13 975 осіб у 4624 домогосподарствах у складі 1550 родин. Густота населення становила 3058 осіб/км². Було 4909 помешкань (1074/км²).
Расовий склад населення:
| - 88,9 % — білих - 6,6 % — чорних або афроамериканців - 2,3 % — азіатів - 0,1 % — корінних американців |

До двох чи більше рас належало 1,4 %. Частка іспаномовних становила 2,0 % від усіх жителів.
За віковим діапазоном населення розподілялося таким чином: 8,4 % — особи молодші 18 років, 84,0 % — особи у віці 18—64 років, 7,6 % — особи у віці 65 років та старші. Медіана віку мешканця становила 21,6 року. На 100 осіб жіночої статі у селищі припадало 80,9 чоловіків; на 100 жінок у віці від 18 років та старших — 79,1 чоловіків також старших 18 років.
Середній дохід на одне домашнє господарство становив 43 558 доларів США (медіана — 28 190), а середній дохід на одну сім'ю — 73 694 долари (медіана — 59 951). Медіана доходів становила 37 417 доларів для чоловіків та 31 750 доларів для жінок. За межею бідності перебувало 40,8 % осіб, у тому числі 8,8 % дітей у віці до 18 років та 11,0 % осіб у віці 65 років та старших.
Цивільне працевлаштоване населення становило 6308 осіб. Основні галузі зайнятості: освіта, охорона здоров'я та соціальна допомога — 31,9 %, мистецтво, розваги та відпочинок — 21,5 %, роздрібна торгівля — 15,1 %.

## Відомі люди
- Джеймс Мейтленд Стюарт (1908—1997), також відомий як Джиммі Стюарт, — американський кіно- та театральний актор.